# François Laurent Bruno Jourdain
François Laurent Bruno Jourdain, né le 6 octobre 1745 à Besançon où il décède le 18 avril 1815, est un peintre et dessinateur néo-classique français du XVIIIe siècle et XIXe siècle. Durant sa carrière de professeur de dessin, il contribue à l’émergence d’un enseignement artistique accessible à tous ainsi qu’à la fondation du premier musée public de Besançon.

## Début d'une vocation familiale

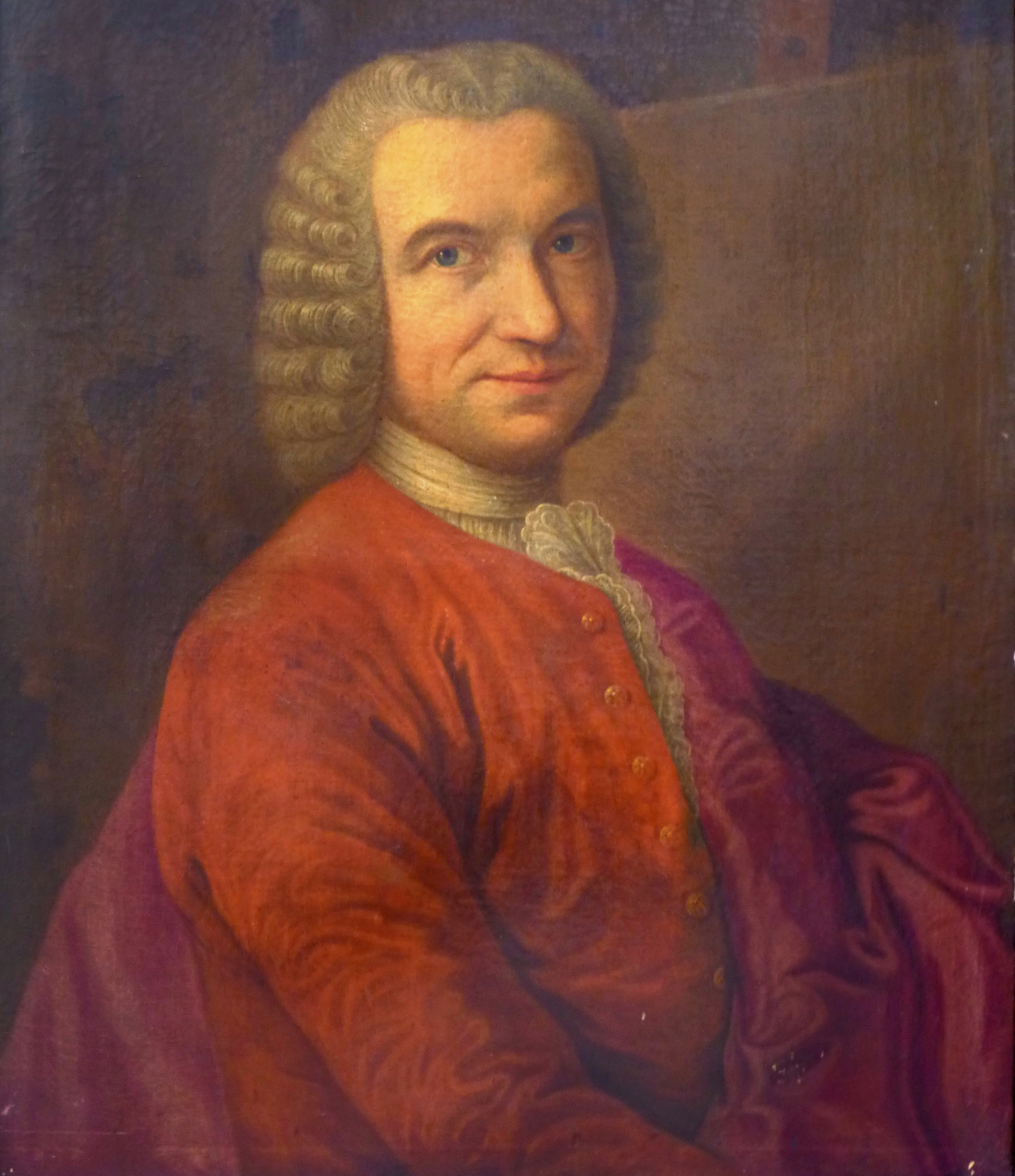
Autoportrait de François Jourdain Père (1700-1787) daté de 1764 (Collection particulière)

François Laurent Bruno (ou Laurent Bruno François) Jourdain naît le 6 octobre 1745 à Besançon où il est baptisé le même jour à la paroisse Saint-Jean-Baptiste.
Son père François (1700-1787), originaire d’Orléans, est un peintre reconnu parmi la population bisontine pour ses portraits et tableaux d’Histoire. C’est donc en toute logique qu’il initie F. L. B. au monde artistique dès son plus jeune âge, au même titre que son autre fils, Claude Louis Bruno. Si le premier suivra les traces de son père, le deuxième, quant à lui, deviendra musicien.

## Peinture et enseignement
En 1774, à l’âge de vingt-neuf ans, François Laurent Bruno compte déjà à son actif plusieurs commandes de tableaux d’église lorsqu'il rejoint l’école artistique de Besançon fondée par le peintre Johann Melchior Wyrsch (1732-1798) et le sculpteur Luc Breton (1731-1800). Au cours de sa seconde année de formation, il remporte le 1er prix de peinture offert par l’intendant du roi afin de récompenser les meilleurs élèves de l’école.
À la suite de la démission de J. M. Wyrsch en 1784, F. L. B. Jourdain participe au concours de professeur en vue de lui succéder. Durant l’épreuve de recrutement, calquée sur le modèle de l’Académie royale de Paris, il réalise le tableau d’Adam et Eve trouvant mort leur fils Abel (disparu). La candidature du portraitiste Simon-Bernard Lenoir (1729-1791) lui est cependant préférée et il n’obtint pas le poste. Un échec qui n’empêche pas le natif du Doubs d’obtenir une gratification de 48 livres en 1787 pour avoir orné d’esquisses et de tableaux la salle de concours de l’École.

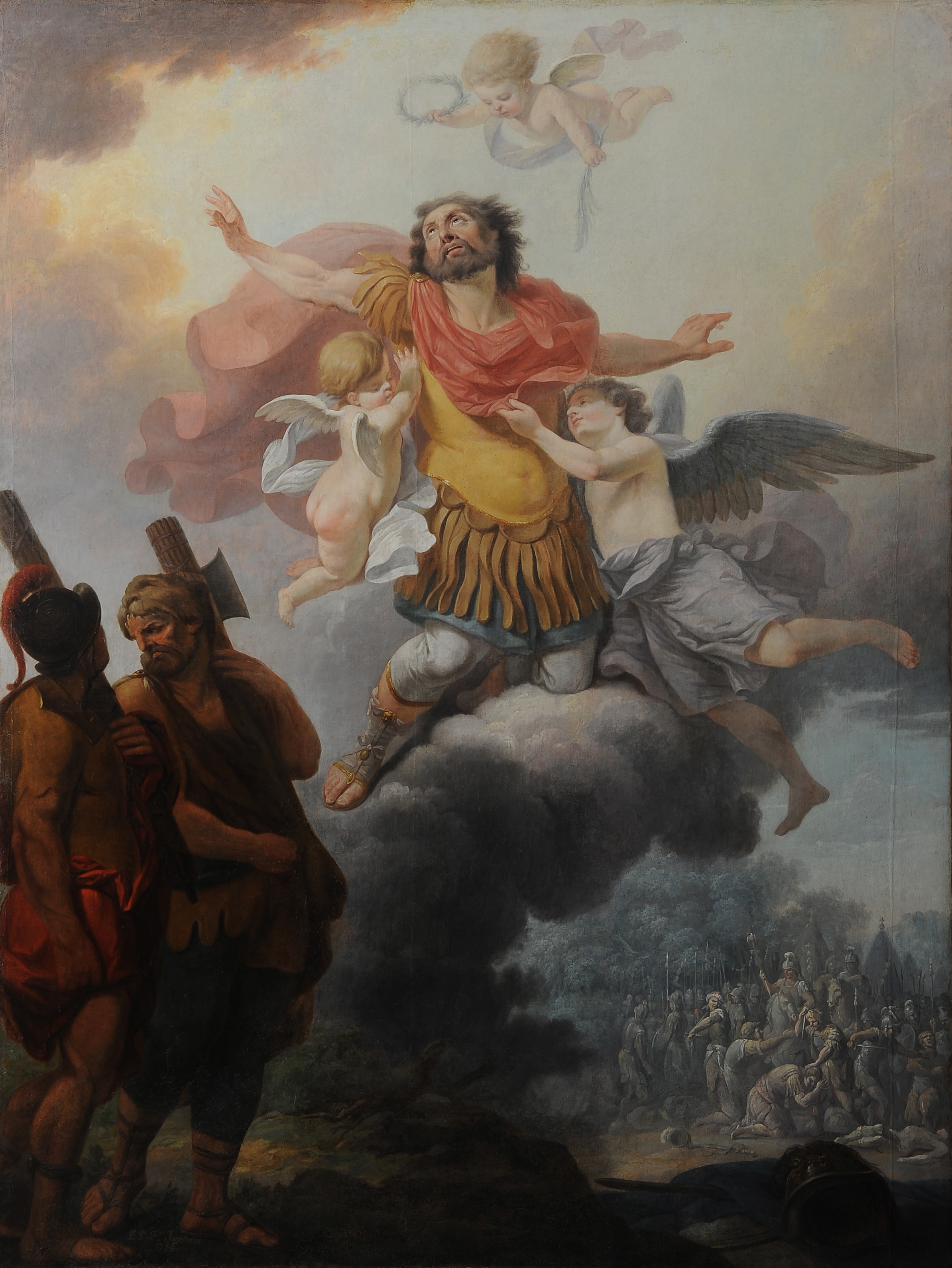
Apothéose de Saint-Maurice, 1786, église de Vadans (cliché Garcia-Darowska)

À partir de 1791, l’artiste devient enfin professeur au sein de l’école après le départ de S. B. Lenoir. Mais il n’exercera la fonction que durant six mois en raison de la suppression de l’Académie de peinture de Besançon.
De 1795 à 1803, il enseigne le dessin à l'École centrale puis au Lycée qui la remplace. Si son cours ne compte que 31 élèves en 1796, leur nombre passe l'année suivante à 192 puis à 260 entre 1798 et 1799. Un engouement qui peut s’expliquer par les qualités humaines et pédagogiques du maître. Pendant l’apprentissage, François Laurent Bruno n’hésite pas à mettre à disposition des élèves plusieurs œuvres d’art de l’Ancien Régime qu’il a conservées (face aux saisies révolutionnaires) comme référence du classicisme. À l’image d’un moulage en plâtre de l’Hercule Farnèse ou encore de gravures en matière de crayon. Par cette démarche, il réunit une impressionnante collection de modèles utiles dans la formation artistique à l’École centrale et dresse un inventaire de tableaux, gravures ou sculptures vraisemblablement à l’origine du premier musée public de Besançon.
Vers la fin de sa vie, il met en place avec son adjoint Dominique Paillot (Dijon, 1775-Besançon, 1814), élève de l'École de peinture de Dijon et de François Devosge, une école gratuite de dessin après avoir reçu l'autorisation de la commune. Une initiative destinée à offrir un enseignement complet et de qualité aux élèves issus des classes défavorisées. C'est dans cet établissement où, à partir de 1807, il continue à former de nouvelles générations d'artistes jusqu'à sa mort le 18 avril 1815 à l'âge de 69 ans.
Parmi ses œuvres, il laisse derrière lui des tableaux notables comme La Présentation de la Vierge au Temple (1780), L’Apothéose de Saint-Maurice (1786) ou encore L’Enfance de la Vierge Marie (1787) ainsi qu’un nombre infini de portraits.

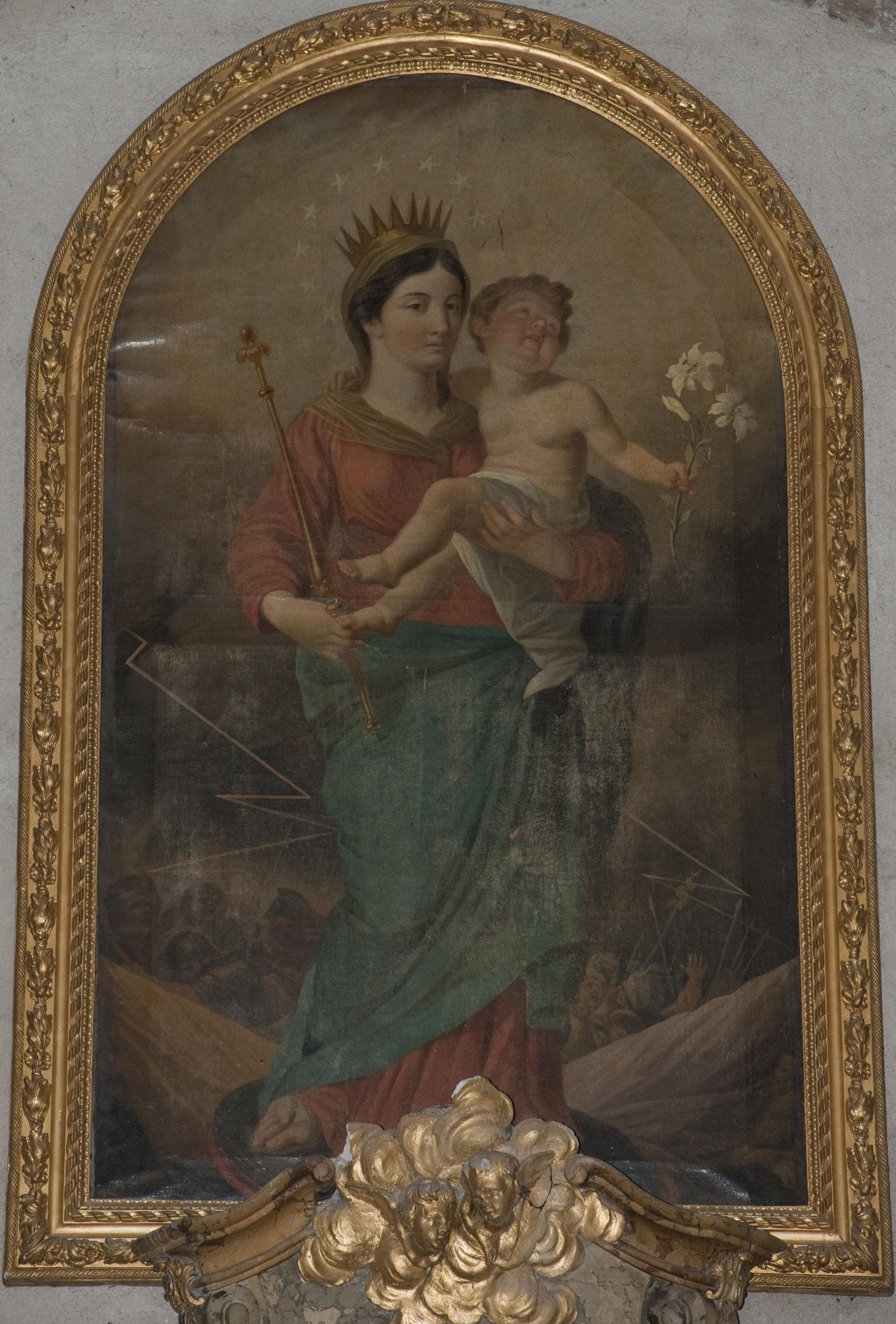
Notre-Dame Libératrice, église Notre-Dame de Besançon (cliché Ville de Besançon)
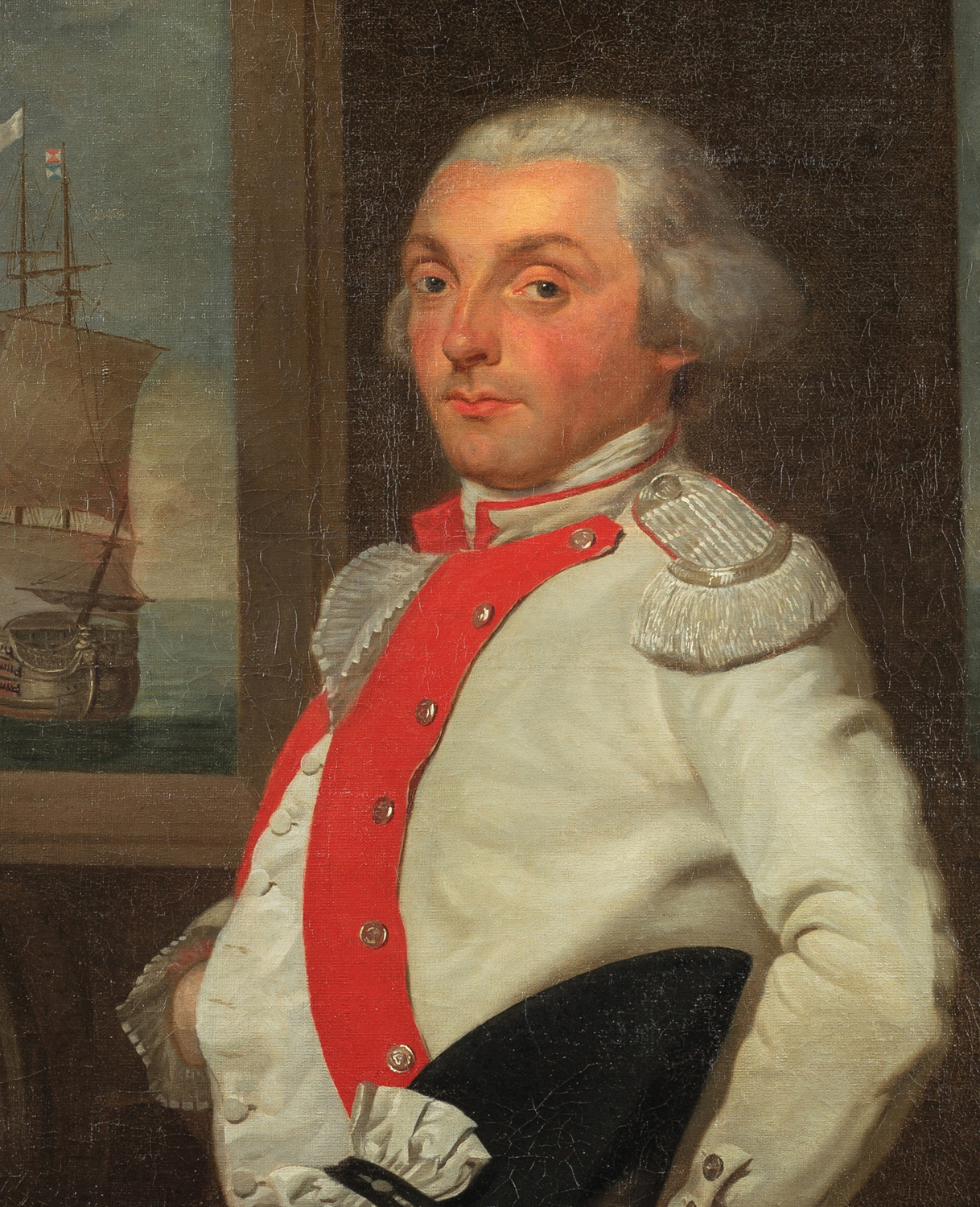
Joachim Revel du Perron, 1786

## Descendance
De son mariage le 30 janvier 1770 avec Anne Étiennette Seron (1745-1804), il devient père d'au moins quatre enfants dont deux, Claude Julien (1772-1786) et Vernier (1783-1783), meurent prématurément à l’âge de quatorze ans et de neuf jours. Parmi ses fils restants, seul l’aîné, François (1771-1817), reprend le flambeau artistique puisqu’il entame une carrière de peintre à son tour et seconde même son père à l’École centrale de 1796 à 1809. Son cadet, François Xavier Gabriel (1775-1856), quant à lui, exerce la fonction de gendarme national et de receveur des douanes.

## Œuvres

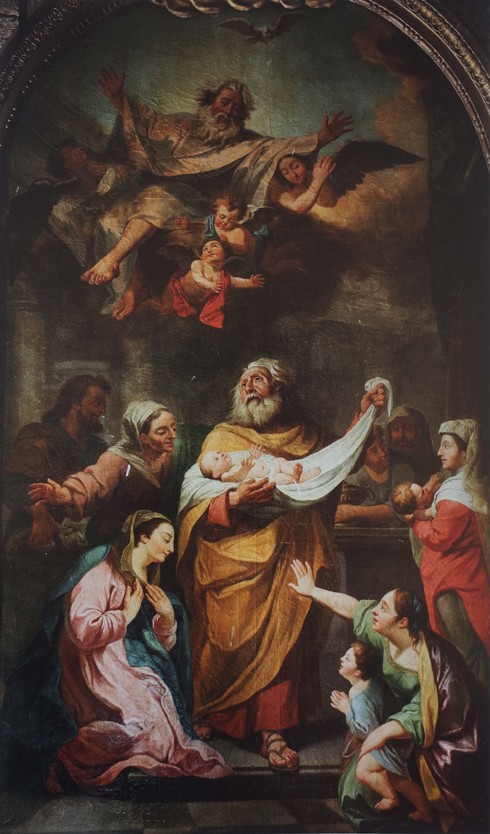
La Présentation au Temple, 1780, église Saint-Just d'Arbois (cliché H.Bertrand)

- La Présentation de la Vierge au Temple, 1780, huile sur toile, 500 x 220 cm (église Saint-Just d’Arbois).
- Portrait du comte Joachim Revel du Perron, 1786, huile sur toile, 95 x 74 cm (Acheté par le Musée de la Révolution de Philadelphie, ouvert en 2015 et dédié à l’Indépendance américaine)
- Apothéose de saint Maurice, 1786, huile sur toile (église Saint-Maurice de Vadans)
- La Vierge au Panier, 1786-1807, gravure sur papier, 27,5 x 19,50 cm (The British Museum Collection)
- Sainte Famille, 1786-1807, gravure sur papier, 41,7 cm x 29,8 cm (The British Museum Collection)
- L’Enfance de la Vierge Marie,  1787, huile sur toile, 350 x 200 cm (église Saint-Quentin d’Houécourt)
- Le Martyre de saint Vernier, 1788, huile sur toile, 340 x 180 cm (église Saint-Vernier de Besançon)
- Tentative avortée des Aristocrates et désarmement de ceux-ci par la Garde nationale, 1791, estampe collée sur un montage, 24 x 36,6 cm (Musée Carnaval et Histoire de Paris)
- Le Génie de la Peinture, 1796, dessin sur papier (Besançon, MBA)
- Notre-Dame Libératrice, huile sur toile, 170 x 105 cm (église Notre-Dame de Besançon)
- Le Christ jardinier, huile sur toile (Collection famille Jourdain)
- Le Miracle de saint Vernier, huile sur toile (Collection famille Jourdain)

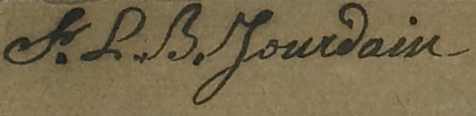
Signature de François Laurent Bruno Jourdain